# Communauté de communes de la Presqu'île de Lézardrieux
 (juin 2017).
Si vous disposez d'ouvrages ou d'articles de référence ou si vous connaissez des sites web de qualité traitant du thème abordé ici, merci de compléter l'article en donnant les références utiles à sa vérifiabilité et en les liant à la section « Notes et références ».
La communauté de communes de la Presqu'île de Lézardrieux est une ancienne communauté de communes française, située dans le département des Côtes-d'Armor, en région Bretagne.

## Histoire
Créée le 31 décembre 2000 par arrêté préfectoral, la communauté de communes de la Presqu'île de Lézardrieux (CCPL) regroupait l'ensemble des communes du canton de Lézardrieux. 
Elle est dissoute le 31 décembre 2016 et ses communes membres rejoignent la communauté d'agglomération Lannion-Trégor Communauté.

## Territoire communautaire

### Géographie
Située au nord-ouest du département, dans le pays historique du Trégor et du Trégor-Goëlo au sens de la loi Voynet, la communauté de communes regroupait les sept communes du canton de Lézardrieux.

### Composition
Elle était composée des 7 communes suivantes :
| Nom                 | Code Insee | Gentilé       | Superficie (km2) | Population (dernière pop. légale) | Densité (hab./km2) |
| ------------------- | ---------- | ------------- | ---------------- | --------------------------------- | ------------------ |
| Lézardrieux (siège) | 22127      | Lézardriviens | 11,91            | 1 564 (2014)                      | 131                |
| Kerbors             | 22085      | Kerborziens   | 6,88             | 317 (2014)                        | 46                 |
| Lanmodez            | 22111      | Lanmodéziens  | 4,15             | 431 (2014)                        | 104                |
| Pleubian            | 22195      | Pleubiannais  | 20,10            | 2 421 (2014)                      | 120                |
| Pleudaniel          | 22196      | Pleudanielais | 18,42            | 927 (2014)                        | 50                 |
| Pleumeur-Gautier    | 22199      | Pleumeuriens  | 18,99            | 1 226 (2014)                      | 65                 |
| Trédarzec           | 22347      | Trédarzécois  | 11,68            | 1 096 (2014)                      | 94                 |

### Démographie
| 1999  | 2006  | 2009  | 2011  | 2012  |
| ----- | ----- | ----- | ----- | ----- |
| 8 215 | 8 090 | 8 230 | 8 154 | 8 091 |

## Administration

### Siège
Le siège de la communauté de communes était à Pleudaniel, Parc d'activités de Kérantour.

### Conseil communautaire
Les 23 conseillers titulaires étaient répartis selon le droit commun comme suit :
| Nombre de conseillers | Communes                                |
| --------------------- | --------------------------------------- |
| 6                     | Pleubian                                |
| 4                     | Lézardrieux                             |
| 3                     | Pleudaniel, Pleumeur-Gautier, Trédarzec |
| 2                     | Kerbors, Lanmodez                       |

### Élus
La communauté de communes était administrée par un conseil communautaire constitué en 2014 de 23 conseillers communautaires.
À la suite des élections municipales de 2014 dans les Côtes-d'Armor, le conseil communautaire du 17 avril 2014 avait élu son président, Loïc Mahé, maire de Pleubian, ainsi que ses 6 vice-présidents. La liste des vice-présidents était alors la suivante :
|     | Attributions                                                     | Identité                 | Qualité                                  |
| --- | ---------------------------------------------------------------- | ------------------------ | ---------------------------------------- |
| 1er | Affaires générales                                               | Frédéric Le Moullec      | Conseiller municipal de Pleumeur-Gautier |
| 2e  | Affaires sociales                                                | Marcel Turuban           | Maire de Lézardrieux                     |
| 3e  | Culture, tourisme et communication                               | Didier Rogard            | Maire de Pleudaniel                      |
| 4e  | Environnement                                                    | Yvon Le Séguillon        | Maire de Trédarzec                       |
| 5e  | Maîtrise d'ouvrage, gestion patrimoniale et voirie communautaire | Jean-François Le Bescond | Maire de Kerbors                         |
| 6e  | Développement et aménagement de l'espace                         | Alain Gouronnec          | Maire de Lanmodez                        |

### Liste des présidents
| Période      | Période       | Identité           | Étiquette | Qualité                          |
| ------------ | ------------- | ------------------ | --------- | -------------------------------- |
| janvier 2001 | avril 2001    | Jean-Pierre Briant | DVD       | Maire de Trédarzec (1995 → 2008) |
| avril 2001   | avril 2008    | Loïc Mahé          | DVD       | Maire de Pleubian (1995 → )      |
| avril 2008   | avril 2014    | Alain Gouronnec    | DVD       | Maire de Lanmodez (2001 → 2020)  |
| avril 2014   | décembre 2016 | Loïc Mahé          | DVD       | Maire de Pleubian (1995 → )      |

### Compétences
Compétences obligatoires :
- Aménagement de l'espace
- Action de développement économique

Compétences optionnelles :
- Politique du logement et du cadre de vie
- Voirie d'intérêt communautaire
- Protection et mise en valeur de l'environnement
- Culture, sport, éducation, enfance et jeunesse

Autres compétences :
- Construction et entretien de la caserne de gendarmerie à Lézardrieux
- Études en vue de la mise en place de dessertes de transports à la carte pour les personnes isolées et à mobilité réduite
- Assainissement non collectif
- Service communautaire de portage de repas à domicile
- Construction, entretien et fonctionnement de locaux et d’immeubles communautaires
- Nouvelles technologies de l’information et de la communication
- Information et communication en direction de la population
- Pour la gestion des déchets, la communauté de communes est adhérente au Smitred Ouest d'Armor et désigne des délégués pour siéger au Comité Syndical de celui-ci. Les déchets sont traités dans les différentes installations du Smitred Ouest d'Armor.